# جامع الدخيل
جامع الشيخ فهد بن عبد الرحمن بن فهد الدخيل ويعرف اختصارًا بجامع الدخيل  وهو أحد المساجد الشهيرة بالعاصمة السعودية الرياض أنشئ من قبل أولاد الشيخ فهد الدخيل وتم افتتاحه رسميَا في سنة (2004م-2005م / 1425هـ-1426هـ) ويقع في مخرج 8-9 شمال شرق مدينة الرياض على شارع أبي الحسن بن الأثير في وسط التجمع السكني في حي الشهداء. وكان يؤم المصلين سابقًا الشيخ ياسر الدوسري الذي حقق للجامع الشهرة الكبيرة خلال السنوات الماضية قبل أن ينتقل لإمامة المصلين في الحرم المكي وذلك يوم السبت 13 صفر 1441هـ الموافق 12 أكتوبر 2019 م.
يتكون الجامع من 7 أقسام رئيسية وهم مصلى الرجال، ومصلى النساء، ومصلى النساء لذوي الاحتياجات الخاصة، ومواقف للسيارات، وأكادمية لتحفيظ القرآن الكريم، والمكتبة، بالإضافة إلى السكن المخصص لخطيب وإمام الجامع، وسكن مخصص للأيدي العاملة.
يتسع الجامع لقرابة 1800 مصلى في الأوقات العادية ويصل العدد الأقصى إلى 3000 مصلى داخليًا وفي أوقات الذروة مثل شهر رمضان والعشر الأواخر والأعياد يصل العدد مع استغلال المساحات الخارجية المحيطة فيه من جوانبه الثلاثة إلى أكثر من 7000 مصلي. يمتلك الجامع مئذنة واحدة في الجهة الشمالية الشرقية وصمم على شكل هرمي مشطوف الأطراف ويشمل على نقشه هرمية على كافة الواجهة الخارجية وتمت إضافة هذا الشكل داخل حرم الجامع عند الواجهة الرئيسية للجامع لتكون ضمن محراب الإمام والخطيب وحَضِيَت جدرانه بنفس النقشه الهرمية وتم إضافتها على السجاد ليعطي تناسق في الشكل الداخلي والخارجي.

## الافتتاح
ثم الافتتاح خلال الربع الثاني من عام 2004، وكانت شركة المنشأت المسؤولة عن بناء الجامع قد بدأت بالعمل في ديسمبر، كانون الأول عام 2000 وقد تم طرح مناقصة البناء في 29 يوليو عام 2000.

## الموقع
يقع الجامع في المملكة العربية السعودية في العاصمة الرياض على شارع أبي الحسن بن الأثير في وسط التجمع السكني في حي الشهداء في الشمال الشرقي من مدينة الرياض تقاطع طريق الدمام مع شارع خالد بن الوليد  على مخرج 8-9 

## نبذة عن الإمام والخطيب
ياسر بن راشد بن حسين الودعاني الدوسري أحد قراء القرآن الكريم في المملكة العربية السعودية وواحد من أئمة المسجد الحرام المشاركين في رمضان 1436 للهجرة،  وهو عضو هيئة التدريس بـجامعة الملك سعود وحاصل على دكتوراه في الفقه المقارن من المعهد العالي للقضاء بـجامعة الإمام محمد بن سعود الإسلامية، وهو مؤسس مجموعة آيات للإعلام القرآني مع الشيخ ناصر القطامي. وهو إمام وخطيب جامع الدخيل، وصنف ضمن أكثر الشخصيات تأثيراً بالمجتمع بحسب مجلة جمعية إنسان.

## الأئمة والخطباء
- الشيخ ياسر الدوسري
- الشيخ عبد العزيز بن صالح الزهراني
- الشيخ سلمان بن سعيد الحتارشه الشهراني
- الشيخ بدر بن بجاد الحربي
- الشيخ ناصر القطامي

## التأسيس والتصميم الداخلي والخارجي
تم الانتهاء من تنفيذ مشروع جامع الشيخ فهد بن عبد الرحمن بن فهد الدخيل سنة (2004م/ 1425هـ) بتكلفة إجمالية بلغت 7.5 ملايين ريال سعودي وتبلغ إجمالي مساحة الأرض المبني عليها 7000 متر مربع وحجم المساحة المستغلة قرابة 3600 متر مربع، بمئذنة واحدة في الجهة الشمالية الشرقية يبلغ ارتفاعها 50 متراً فوق سطح الأرض، وقبة واحده بلغ ارتفاعها 18 متر، ويحتوى على 14 عمود داخل حرم الجامع.
صمم الجامع بطراز معماري حديث ويظهر ذلك في الشكل الهندسي الخارجي له، وتم كسوته بالحجر الطبيعي الذي يحمل اللون الترابي وتتميز داخلية الجامع بالديكور الكلاسيكي فقد تمت كسوته بالجبس الأبيض وتم كسوة الأرضيات بالسيراميك الأبيض وتم تجهيزه بجميع الإكسسوارات الازمة من خزانات خشبية وحاملات المصاحف ذات اللون البني. كما وصمم له سجاد خاص يحمل النقشة الهندسية لهيكله الخارجي، ويلحظ في التصميم دنو السقف وهذا لاستغلال السقف العلوي لإنشاء مصلى النساء الذي يحتل مساحة كبيرة من الجزء الشرقي له، ويتم دخول النساء من خلال البوابة المخصصة لهن في الجزء الشمالي الشرقي، ويتكون الجامع من ثلاثة مداخل كبيرة للرجال بشكل نصف دائرة، وتعد البوابة الشرقية هي البوابة الرئيسية له، وترفدها بوابتان في الجهة الجنوبية والأخرى في الجهة الشمالية.
تبلغ مساحة حرم الجامع وملحقاته 3300 متر مربع، ويتسع داخليا ما بين 1800 وحتى 3000 مصلي كحد أقصى بمساحة بلغت 1900 متر مربع إلى جانب إمكانية الصلاة في الساحات الخارجية التي تستوعب حوالي 1000 مصلي، كما يضم مصلى للنساء بمساحة 450 متر مربع، ومصلي سفلي للنساء لذوي الاحتياجات الخاصة بمساحة 50 متر مربع، ويوجد فيه نحو 18 حلقة تعليمية للبنين لتدريسهم وتحفيظهم القرآن والتجويد والتفسير وأنشئت أيضًا مدرسة الهمم النسائية لتحفيظ القرآن الواقعة في غرب الجامع وهي لجميع المراحل الدراسية والعمرية. كما ويضم الجامع سكن للإمام والمؤذن وأكاديمية لتحفيظ القرآن الكريم بمساحة 1360 متر مربع، ويضم مواقف للسيارات الخارجية تتسع لحوالي 50 سيارة، بخلاف المواقف الخاصة بجنبات الشوارع المحيطة فيه حيث يحده من الشمال شارع بعرض 30 متر وبطول 100 متر، ومن الجنوب شارع بعرض 10 أمتار وبطول 100 متر، ومن الشرق شارع بعرض 30 متر، ومن الغرب شارع بعرض 30 متر وبطول 70 متر.

## أقسام الجامع الرئيسية
- مصلى رجال بمساحة 1900 متر مربع.
- مصلى نساء علوي بمساحة 450 متر مربع.
- مصلى نساء سفلي خاص بذوي الاحتياجات الخاصة بمساحة 50 متر مربع.
- الأكاديمية القرآنية العالمية لتحفيظ القران الكريم (بنين وبنات)
- 22 حلقة لتحفيظ القران الكريم.
- مواقف سيارات تتسع لأكثر من 50 سيارة.
- دورات مياة خارجية للرجال ودورات مياه داخلية للنساء.
- المكتبة الشاملة.
- قاعات اجتماع داخلية.
- سكن خاص للإمام والخطيب والمؤذن والأيدي العاملة.
- مساحات خارجية تستخدم في حالة تزايد المصلين في أيام رمضان وصلاة العيد.

## الأنشطة الثقافية والدينية
يستقطب الجامع عدد كبير من المصلين لعدة عوامل أبرزها إمام المصلين سابقا الشيخ ياسر الدوسري، ومنها أيصًا مجموعة الدروس والمحاضرات الدينة والعلمية التي كانت تقام فيه، ومنها درس يوم الجمعة للدكتور محمد العريفي في الفقه وتفسير بعض السور والآيات، ودرس يوم الأحد للشيخ عبد المحسن الزامل في العقيدة، ودرس ويوم الثلاثاء للشيخ الدكتور عائض القرني في السيرة النبوية، ويقدم الشيخ صالح المغامسي سلسلة محاضرات في تفسير القرآن والذي يتناول فيها قصص الأنبياء ومواعض من حياة الصحابة والتابعين وتلقى دروس الشيخ إقبالاً كبير من الحضور. كما وكان يشهد باستمرار السلاسل العلمية وتأتي أبرزها السلسة المتعلقة بالتعاملات المالية المعاصرة والتي حاضر فيها عديد من العلماء، ومنهم الشيخ صالح الفوزان والشيخ سعد الشثري عضو هيئة كبار العلماء والشيخ يوسف الشبيلي والدكتور فهد العصيمي، ومن أشهر المحاضرات التي شهدها (ملتقى غايتي) بإشراف مركز الدعوة والإرشاد بالرياض، وشارك بها نخبة من المشائخ وتكونت على النحو التالي:
| اليوم    | الشيخ المحاضر              | عنوان المحاضرة            | مدة المحاضرة   | أيام المحاضرات | نوع الحضور     |
| -------- | -------------------------- | ------------------------- | -------------- | -------------- | -------------- |
| السبت    | خالد عبد الله الخليوي      | أسباب دخول الجنة          | ساعة كاملة     | يوجد محاضرة    | رجال فقط       |
| الأحد    | لا يوجد محاضرة             | لا يوجد محاضرة            | لا يوجد محاضرة | لا يوجد محاضرة | لا يوجد محاضرة |
| الإثنين  | صالح بن عواد المغامسي      | أعظم نعيم                 | ساعة كاملة     | يوجد محاضرة    | رجال فقط       |
| الثلاثاء | أسماء بنت عبد الله الرويشد | الملك الكبير              | ساعة كاملة     | يوجد محاضرة    | نســاء فقط     |
| الأربعاء | عبد الكريم عبد الله الخضير | مسائل علمية متعلقة بالجنة | ساعة كاملة     | يوجد محاضرة    | رجال فقط       |
| الخميس   | ناصر محمد الأحمد           | مالا عين رأت              | ساعة كاملة     | يوجد محاضرة    | رجال فقط       |
| الجمعة   | محمد عبد الرحمن العريفي    | ماقبل الجنة               | ساعة كاملة     | يوجد محاضرة    | رجال فقط       |

## شهرة الجامع
يشهد الجامع ازدحام كثيف ونشاط كبيرة بفعل الدروس التي تقام فيه وتشكل عاملا أساسيا لجذب أعداد كبيرة من المصلين والحضور منها دروس ومحاضرات دينية يقدمها الشيخ محمد العريفي والشيخ صالح المغامسي والشيخ عائض القرني، ومن كل عام منذ إنشائه عام 1425هـ يشهد الازدحام الأكبر خلال صلاة العيد وصلاة الاستسقاء، وفي شهر رمضان في صلاة التراويح وصلاة التهجد والعشر الأواخر من الشهر ويتم له إفراغ الساحة الخارجية بالكامل من السيارات ويتم فرشها وفرش الشارع المجاور له لتكون امتدادا للصفوف، لمواجهة الزحام المتوقع خلال هذه الأيام، وتكمن شدة الزحام عندما يكون الشيخ ياسر الدوسري إماماً للمصلين، مما دعا القائمين على إدارة الجامع إلى الاستعانة بالشرطة لتنظيم حركة المرور مع تواجد فريق الأمن والسلامة الخاص بالجامع ويتكون من 22 فرد إضافة إلى عدد من المشرفات النساء وذلك طوال فترة صلاة القيام، حيث يتوافد اليه مايقارب 3000 مصلي وهو مايزيد عن طاقته الاستيعابية الافتراضية، ويتم تجهيز الساحات المحيطة به من ثلاث جهات بالسجاد وأجهزة التبريد والمكيفات وأجهزة صوتية لاستيعاب أكبر عدد من المصلين. مع توفير نوافير هوائية تبث رذاذ الماء على المصلين في الخارج ممن لم يجدوا مكانا في الداخل وذلك لتلطيف الأجواء حولهم.

## أكاديمية الدخيل
تأسست الأكادمية سنة (2005م / 1426هـ) باسم الأكاديمية القرآنية العالمية قبل أن يتم تغيير المسمى وفي سنة (2008م / 1429هـ) إلى أكاديمية جامع الدخيل بعدما استقلت الأكاديمية العالمية كمنشأة خيرة مستقلة، ووصلت أكاديمية الدخيل في سنة (2016م / 1437هـ) إلى أكثر من 22 حلقة بعدد طلاب أكثر من 340 طالب تحت إشراف الشيخ ياسر الدوسري والشيخ سلمان بن سعيد الشهراني المشرف العام على الأكاديمية القرانية. ويعتمد النظام التعليمي على فكرة المنهج الدراسي الذي يبدأ من المرحلة الابتدائية وحتى المرحلة الثانوية وحصلة الأكاديمية على تصريح من مكتب الروضة في منطقة الرياض ومن وزارة التربية والتعليم السعودية ووزارة الثقافة والإعلام والهيئة العالمية لتدبر القران، ويتكون المنهج الدراسي من 7 أقسام مقسمة على 14 أسبوع وهي بالشكل التالي:

### المنهج الأكاديمي الرسمي
تعتمد الإدارة المشرفة على تدريس المنهج برامج تطبق على جميع طلاب الأكاديمية لكل طالب مقياس معين ودراجات فصلية المعروفة بدرجات الموستوى ليتسنى للإدرة معرفة الطلاب الذين تجاوزو المرحلة بنجاح وفي نهاية الفصل إن تجاوز المرحلة ينتقل للفصل الجديد، وفيما يلي منهج الأكادمية:
- منهج الحفظ
- منهج المراجعة
- منهج التدبر
- منهج الأخلاق والأداب
- منهج الأدعية والأذكار
- منهج التجويد
- منهج المتون العلمية

### دار الهمم النسائية
دار الهمم النسائية لتحفيظ القران الكريم والذي تم افتتاحها في 10 شوال 1426هـ وتضم 10 فصول دراسية وتم تقسيم أعضاء الإدارة إلى مشرفة ومساعدة مشرفة، ومشرفتي نشاط، وقد خُصِّص قسم للحضانة خاص بأطفال المعلمات والمنتسبات للدار، وتم خلالها تجهيز الفصول الدراسية وتهيئتها بشكل مناسب ومتكامل وتم توفيرها بكافة الاحتياجات والمتطلبات الخاصة بها، لتمكن الملتحقات بها من أداء العملية التعليمية بالشكل المطلوب، ويتولى عملية تدريس الطلاب عدد من المعلمين المؤهلين من أصحاب الخبرة في مجال تدريس القرآن حفظاً وتلاوةً وتجويداً، ومع نهاية كل دورة يقام حفل ختامي يتم خلاله تكريم الحفظة عبر تقديم شهادات وجوائز تقديرية لهم.

### البرامج الرئيسة
- برنامج الحفظ وينقسم إلى أربعة برامج.
- برنامج التلقين المتخصص للطلاب ماقبل سن الدراسة في عمر الخمس والست سنوات وتنقسم إلى أول وثاني وثالث ابتدائي ويعتمد هذا المنهج حفظ سطرين من القران يبدأ بسورة الفاتحة إلى سورة المجادلة مقسمة على عشر مستويات.
- برنامج الأشبال وينقسم إلى رابع وخامس وسادس ابتدائي ويمتد إلى ثلاث سنوات يحفظ الطالب فية يوميا نصف وجة من القران ويختم القران خلال ثمان سنوات.
- برنامج تاج الوقار ينقسم إلى عشرة مستويات ويحفظ الطالب فية وجة كامل من القران يوميا ويختمه خلال خمس سنوات.
- برنامج الإتقان ينقسم إلى ست مستويات ويحفظ الطالب فية وجهين يوميا ويختم القران خلال ثلاث سنوات.
- برنامج مراجعة الحفظ يحفظ الطالب فية ضعف الذي حفظه سابقا.
- برنامج مراجعة الأشبال يحفظ الطالب فية ضعف الذي حفظه سابقا.
- برنامج الأخلاق والأداب ينقسم إلى ست مستويات في المرحلة الابتدائية، وست في المرحلة المتوسطة، وست في المرحلة الثانوية وهي تبدأ من أول مرحلة حتى آخر مرحلة وهي مخصصة من سن التسعة واثنا عشر سنة ومن سن ثلاثة عشر إلى خمسة عشر سنة ويقدم المنهج أسبوع خلق وأسبوع أدب.
- برنامج التدبر ينقسم إلى ست مستويات في المرحلة الابتدائية وست في المرحلة المتوسطة وست في المرحلة الثانوية، مقسمة من سورة الناس إلى سورة ق.
- برنامج الأدعية والأذكار ينقسم إلى أربعة مستويات تشمل كل الأدعية والاذكان الواردة عن النبي ﷺ ويحفظ الطالب كل يوم ثلاث أذكار مع الشرح.
- برنامج التجويد التطبيقي يبدأ من رابع ابتدائي وحتى ثالث ثانوي ليقيم صحة قراءة الطلاب
- برنامج المتون العلمية وهو برنامج اختياري لايلزم الطالب الالتحاق بالبرنامج وينقسم إلى عشر متون علمية تبدا من سورة ثلاثة وإلى كتاب عمدة الأحكام كاملا يختم في ثالث ثانوي.

### أيام وساعات الدراسة
| اليوم    | وقت الحضور   | وقت الإنصراف | مدة الدرس    | أيام الإجازات |
| -------- | ------------ | ------------ | ------------ | ------------- |
| السبت    | لا يوجد دوام | لا يوجد دوام | لا يوجد دوام | إجازة         |
| الأحد    | 4 عصراً       | 5 عصراً       | ساعة كاملة   | لا يوجد إجازة |
| الإثنين  | 4 عصراً       | 5 عصراً       | ساعة كاملة   | لا يوجد إجازة |
| الثلاثاء | 4 عصراً       | 5 عصراً       | ساعة كاملة   | لا يوجد إجازة |
| الأربعاء | 4 عصراً       | 5 عصراً       | ساعة كاملة   | لا يوجد إجازة |
| الخميس   | لا يوجد دوام | لا يوجد دوام | لا يوجد دوام | إجازة         |
| الجمعة   | لا يوجد دوام | لا يوجد دوام | لا يوجد دوام | إجازة         |